# 上徳
上徳（じょうとく）は、中国の大理国の段連義の時代に使用された元号。1076年。

## 西暦との対照表
| 上徳 | 元年   |
| 西暦 | 1076年 |
| 干支 | 丙辰   |